# クラークソン・スタンフィールド

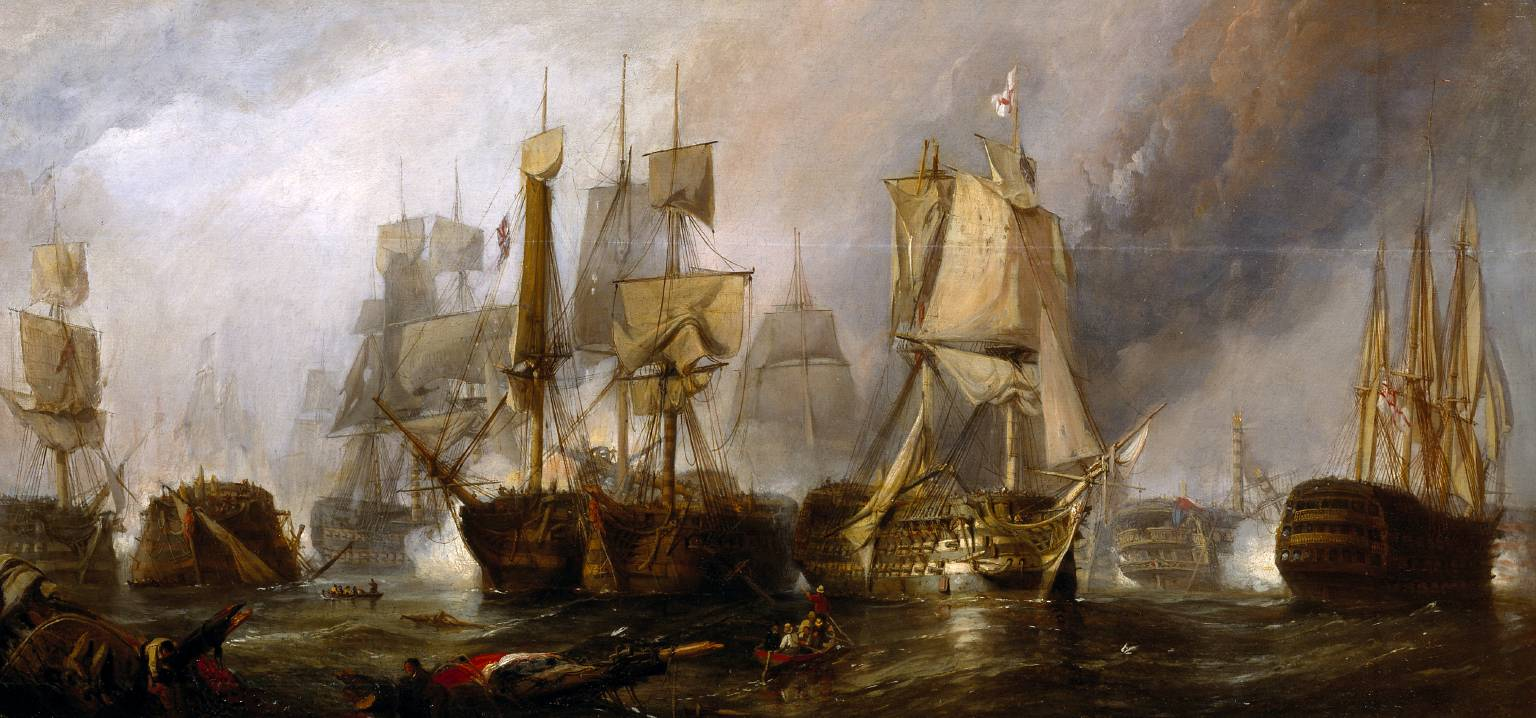
クラークソン・スタンフィールド作「トラファルガーの海戦」(1836)

クラークソン・スタンフィールド（Clarkson Frederick Stanfield, RA 、1793年12月3日 - 1867年5月18日）は、イギリスの画家である。風景画や海洋画を描いた。

## 略歴
イングランド北部の港町のサンダーランドで生まれた。父親のジェームズ・フィールド・スタンフィールド（James Field Stanfield: 1749-1824）はアイルランド生まれの元船員で作家、俳優として働いた人物で、父親は息子のファーストネームを、反奴隷制運動の指導者のトマス・クラークソン（1760-1846）の姓からとって、命名した。
商船部隊（British Merchant Navy）で働いた後、14歳になったき1808年にイギリス海軍に入隊し、後に作家となるフレデリック・マリアットのもとでも働き、その絵の才能を認められるが、1814年にマストから転落した事故による負傷のために海軍を除隊し、その後は芸術家として活動することになった。
1815年に、東インド会社の貿易船に乗って中国を訪れ、航海中の多くのスケッチを持ち帰った。舞台美術家やパノラマ画家として働きはじめ、1816年8月にロンドンのロイヤルティ・シアター（Royalty Theatre）という劇場で仕事をした。この仕事が認められ、すぐに設立したばかりのRoyal Coburg Theatreに雇われ、舞台美術家として働いていた画家のデヴィッド・ロバーツ（1796-1864）とも知り合い、友人となった。デヴィッド・ロバーツとスタンフィールドは、互いの得意分野の知識を補いあった。
スタンフィールドは舞台美術の仕事をしながら、通常の絵画を描き、1820年ころから展覧会への出展を始めた。1823年に英国王立芸術家協会の共同創設者となり、1829年に会長となった。1832年にロイヤル・アカデミー・オブ・アーツの準会員になり、1835年に正会員に選ばれた。
舞台美術の仕事は1820年代半ばから殆どしなくなり、イタリア、フランス、ドイツ、オランダなどを頻繁に旅してその風景を描いた。1830年代にはヴェネツィアの風景を多く描き、1840年代はオランダの風景を描いた。1831年に国王ウィリアム4世から注文を受けてロンドン橋とポーツマス港を描いた。海洋画にはトラファルガーの海戦を描いた作品もある。小説家のチャールズ・ディケンズ（1812-1870）とも友人になり、その著書の挿絵をスタンフィールドは描き、ディケンズは小説「リトル・ドリット」をスタンフィールドに献呈した。
1818年に最初の結婚をし2人の子供が生まれたが、最初の妻は1821年に亡くなり、1825年に再婚した。2番目の妻との間の息子、ジョージ・クラークソン・スタンフィールド（George Clarkson Stanfield: 1828–1878)は画家になった。
1867年にロンドンで亡くなった。

## 作品

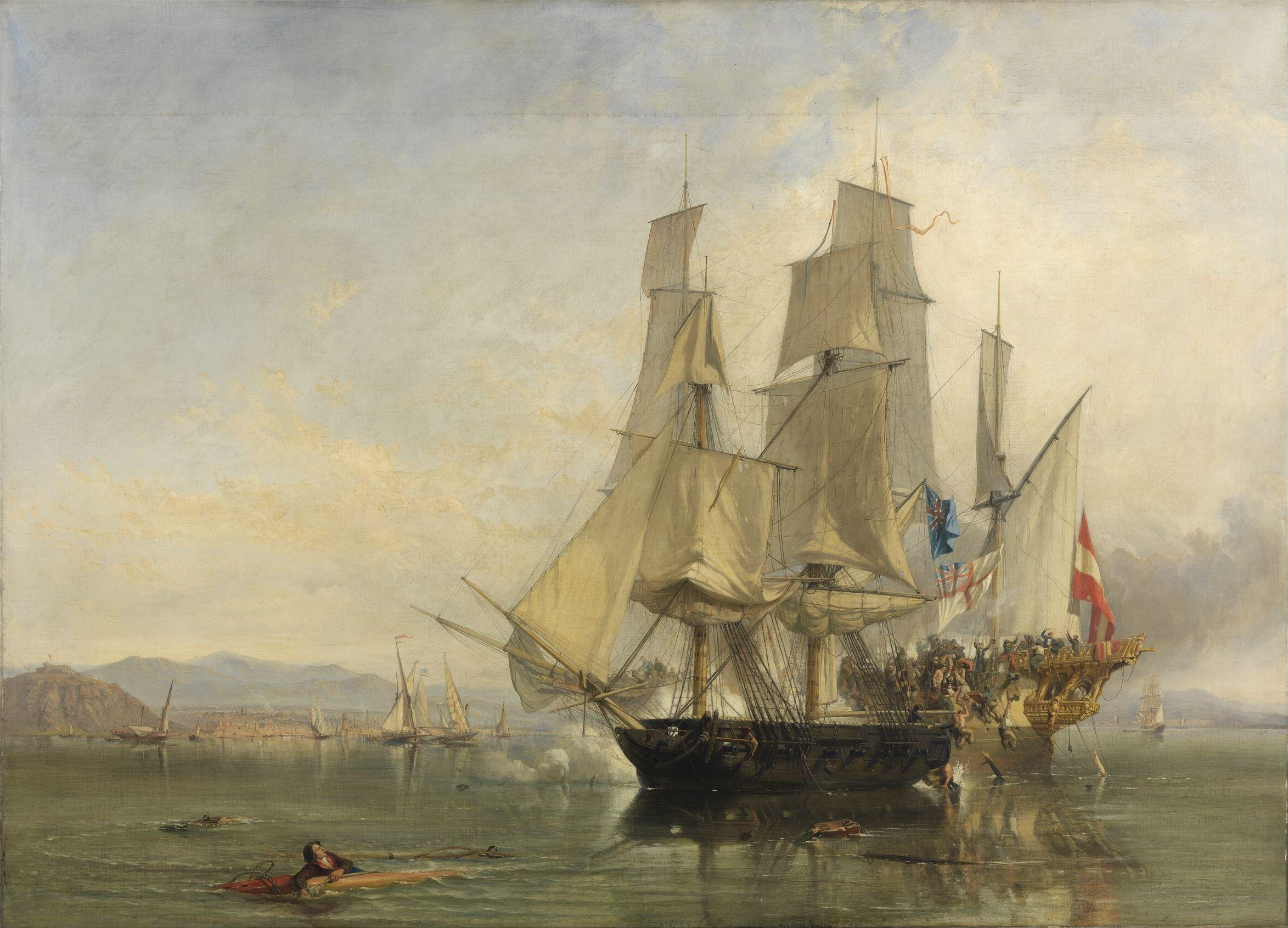
スペイン軍艦を鹵獲したイギリス艦「スピーディ」(1845) ヴィクトリア&アルバート博物館
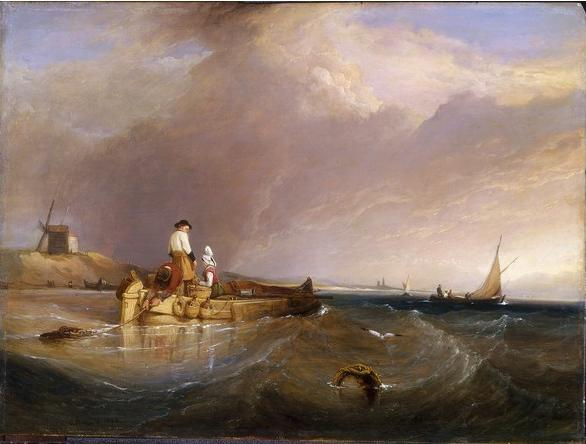
オランダ、スヘルド川の風景 (1826) ヴィクトリア&アルバート博物館
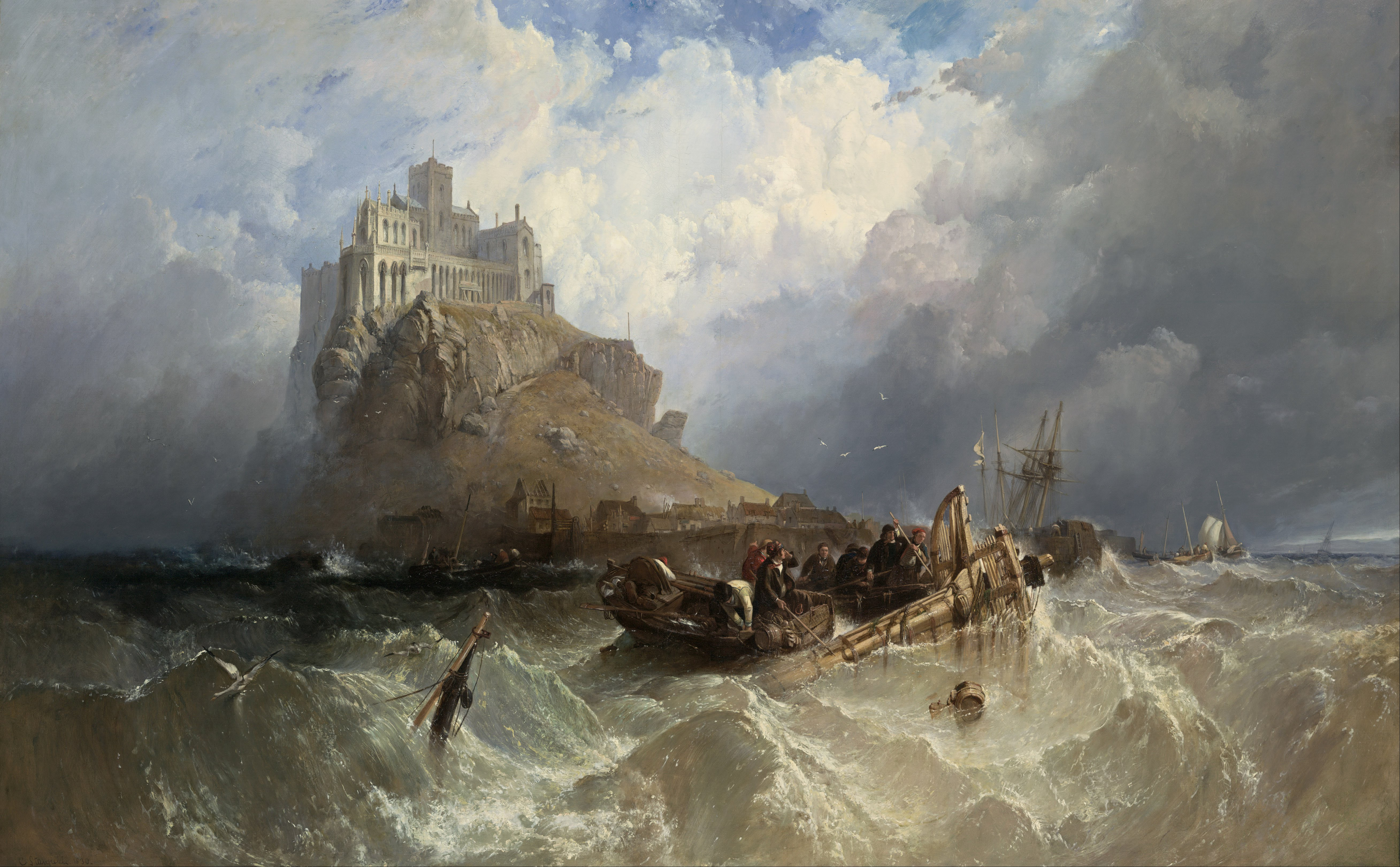
セント・マイケルズ・マウント(1830) ビクトリア国立美術館